# پروتکل دو

این نقشه وضعیت پروتکل را در کشورهای مختلف از زوئیه ۲۰۲۰ نشان می‌دهد.:
احزاب دولتی (۱۷۰)
دولت‌های امضا کننده (۳)
هیچکدام

پروتکل دو پروتکل اصلاحیه ۱۹۷۷ کنوانسیون ژنو در مورد حمایت از قربانیان درگیری‌های مسلحانه غیر بین‌المللی است و حقوق بین‌المللی خاصی را تعریف می‌کند. این قوانین تلاش می‌کنند از قربانیان درگیری‌های مسلحانه داخلی که در مرزهای یک کشور واحد اتفاق می‌افتد، محافظت بهتری داشته باشند. دامنه این قوانین به دلیل احترام به حقوق و وظایف حاکمیت دولت‌های ملی از سایر کنوانسیون‌های ژنو محدودتر است.
از ژوئیه سال ۲۰۲۵ تا کنون این پروتکل توسط ۱۷۰ کشور تصویب شده‌است. ایالات متحده، هند، پاکستان، ترکیه، ایران، عراق، سوریه و اسرائیل استثنائات قابل توجه هستند. با این حال، ایالات متحده، ایران و پاکستان آن را در ۱۲ دسامبر ۱۹۷۷ امضا کردند، که بیانگر تمایل اقدام در جهت تصویب آن است.  امضای ایرانی قبل از انقلاب سال ۱۹۷۹ ایران داده شده‌است.

## معرفی
پس از جنگ جهانی دوم در سال۱۹۴۹، هنگامی که کنوانسیون‌های ژنو به روز شدند، قانون بین‌المللی درگیری مسلحانه به‌طور تاریخی به بیانیه‌های سنتی جنگ بین ملت‌ها پرداخت. نمایندگان تلاش کردند تا حداقل استانداردهای انسانی مشخصی را برای شرایطی که دارای تمام ویژگی‌های جنگ است، بدون اینکه یک جنگ بین‌المللی در میان باشد، تعریف کنند.
این مذاکرات منجر به ماده ۳، مشترک در هر چهار معاهده اساسی کنوانسیون ژنو در سال ۱۹۴۹ شد.
ماده ۳ مشترک شامل درگیری‌های مسلحانه است که دارای ویژگی بین‌المللی نیستند، اما در درون مرزهای یک کشور محدود می‌شود. این ماده حفاظت محدودی را برای قربانیان فراهم می‌کند، از جمله:
- با افرادی که هیچ گونه مشارکت فعال در درگیری‌ها ندارند، باید برخورد انسانی شود (از جمله افراد نظامی که به دلیل بیماری، جراحت یا بازداشت، دیگر فعالیت خود را از دست داده اند).
- مجروحان و بیماران باید جمع آوری و از آنها مراقبت شود.

تا دهه ۱۹۷۰، دیپلمات‌ها در تلاش بودند تا دربارهٔ توضیحات مختصر آنچه ماده ۳ می‌گوید مذاکره کنند و دامنه حقوق بین‌الملل را تا دربرگیری حقوق مضاعف بشردوستانه در زمینه درگیری‌های داخلی گسترش دهند. این تلاش‌ها پروتکل دوم کنوانسیون‌های ژنو را نتیجه داد. بحث دربارهٔ این پروتکل بر دو ایده متضاد متمرکز شد. اول، اینکه برای قربانی تمایز گذاشتن بین درگیری‌های مسلحانه داخلی و درگیری‌های بین‌المللی موضوعی مصنوعی و ساختگی است. اصول بشردوستانه باید صرف نظر از هویت رزمندگان اعمال شود. دوم، قانون بین‌الملل در موارد غیر بین‌المللی اعمال نمی‌شود. هر ملتی در درون مرزهای خود حاکمیت دارد و نمی‌باید قضاوت و دستور از سایر کشورها را بپذیرد.